# Alan Mansfield

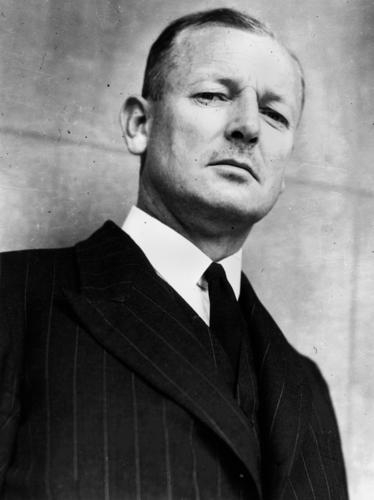
Alan Mansfield (1945)

Sir Alan James Mansfield KCMG KCVO (* 30. September 1902 in Brisbane; † 17. Juli 1980) war ein australischer Jurist und Gouverneur.

## Leben
Er wurde als dritter Sohn des englischen Richters Edward Mansfield und dessen Frau Margareth Elizabeth geboren. Er besuchte die Schule in Sydney. Seine Familie besaß Land außerhalb von Brisbane und lebte einem Vorort.
Nachdem er Anwalt wurde, vertrat er während der Tokioter Prozesse Australien in der Far Eastern Commission.
Am 17. Mai 1940 wurde er Assessor am Obersten Gerichtshof von Queensland und am 20. März 1947 Richter ebenda. Am 8. Februar 1956 wurde zum Gerichtspräsidenten ernannt und blieb dies bis zum 21. Februar 1966.
Während seiner Zeit als Gerichtspräsident war er mehrmals kommissarischer Gouverneur von Queensland. Im Jahre 1966 wurde er Kanzler der Universität von Queensland. Im selben Jahre wurde er zum Gouverneur von Queensland berufen und war dies bis 1972.

## Ehrungen
- Im Jahre 1958 wurde er zum Knight Commander of the Order of St. Michael and St. George (KCMG) ernannt.
- Der Vorort Mansfield bei der Stadt Brisbane wurde nach ihm benannt.